# Kościukowicze
Kościukowicze – wieś w Polsce położona w województwie podlaskim, w powiecie siemiatyckim, w gminie Milejczyce Leży nad rzeką Nurczyk.
W latach 1975–1998 miejscowość administracyjnie należała do województwa białostockiego.
Według Powszechnego Spisu Ludności z 1921 roku wieś zamieszkiwały 54 osoby, wśród których 50 było wyznania prawosławnego, a 4 mojżeszowego. Jednocześnie wszyscy mieszkańcy zadeklarowali polską przynależność narodową. Było tu 9 budynków mieszkalnych.
Wierni kościoła rzymskokatolickiego należą do parafii św. Stanisława w Milejczycach.